# Polaris (isbrytare)
Polaris är en finländsk isbrytare. Hon beställdes i februari 2014 och sjösattes på Arctech Helsinki Shipyards varv i Helsingfors den 3 januari 2016. Fartyget kan drivas på både olja och LNG. 